# Ласкавець жовтецевий
{{#ifeq:0|0|{{#if:Bupleurum ranunculoides|{{#if:|[[]}}|[[]]}}}}
Ласкавець жовтецевий (Bupleurum ranunculoides) — вид квіткових рослин родини окружкових (Apiaceae).

## Біоморфологічна характеристика
Це багаторічна рослина 5–80 см заввишки, блакитно-зелена, гола. Кореневище коротке. Стебла прямі, прості. Стеблові листки яйцювато-ланцетні, на верхівці довго загострені. Прикореневі листки з 6–7 жилками, неоднакові, довгасто-лінійні або ланцетні, часто по краях загорнуті. Квітки з жовтими, зеленуватими або багряними пелюстками, іноді з темнішою середньою смугою. Плоди довжиною 2–4 мм, темно-коричневі, вузькокрилаті ребристі. 2n = 14, 28, 42.

## Поширення
Європа від Іспанії до Карпат.
В Україні вид зростає у горах у субальпійському поясі, на схилах рідко — у Карпатах (гора Геришаска, хр. Свидовець). У ЧКУ має статус «зникаючий».